# Kornice
Kornice (niem. Kornitz) – wieś w Polsce położona w województwie śląskim, w powiecie raciborskim, w gminie Pietrowice Wielkie.
| SIMC    | Nazwa      | Rodzaj    |
| ------- | ---------- | --------- |
| 0218868 | Chmielnik  | część wsi |
| 0218874 | Nowa Osada | część wsi |

W XVII wieku właścicielami Kornic była rodzina szlachecka Sobków. Był to stary polski ród pochodzący z ziemi łęczyckiej. Na Śląsku ród ten występował tymczasowo.
W latach 1975–1998 miejscowość administracyjnie należała do województwa katowickiego.
W Kornicach znajduje się fabryka i siedziba firmy Eko-Okna oraz siedziba Fundacji Kornice. W okolicy wsi znajdują się również prehistoryczne stanowiska archeologiczne.